# Tarbuttite
La tarbuttite est un rare minéral de formule Zn2(PO4)(OH) du groupe des phosphates, découvert en 1907 dans une mine de Rhodésie (aujourd'hui en Zambie). Avec une dureté classée 5 sur l'échelle de Mohs et une densité de 4,14, la tarbuttite est souvent blanche ou transparente avec un éclat vitreux.

## Historique de la description et appellations

### Inventeur et étymologie
Minéral décrit en 1907 par L. J. Spencer dans la revue Nature, qu'il proposa de nommer d'après Percy Conventry Tarbutt, directeur de la 'Broken Hill Exploration Company', à l'origine des échantillons qui permirent sa caractérisation.

### Topotype
Broken Hill, Rhodésie du Nord, (aujourd'hui Kabwe, Zambie).[2][6] Ce minéral a été décrit à partir d'échantillons de limonite cellulaire provenant de la plus grande des collines du groupe: Kopje No. 2.

## Cristallographie
- La tarbuttite cristallise dans le système cristallin triclinique, groupe d'espace : P1.
- Les paramètres de la maille sont : a = 5,657 Å, b = 6,432 Å, c = 5,521 Å, α = 102.45°, β = 102.46°, γ = 87.60° ; Z = 2; V = 191,29 Å3, densité calculée 4,21 g cm−3[6]

## Gîtes et gisements

### Gîtologie et minéraux associés
La tarbuttite se forme en tant que minéral secondaire des dépôts de zinc oxydé.

### Minéraux associés
cérusite, descloizite, hémimorphite, hopeite, hydrozincite, limonite, parahopeite, pyromorphite, scholzite, smithsonite et vanadinite.

### Gisements producteurs de spécimens remarquables[5]
- Zambie

Mine Kabwe (Broken Hill).
- Angola

Mines de vanadium de Lueca.
- Algérie

Mine de Kef Semmah, près de Setif.
- Australie

Reaphook Hill, près de Blinman, Chaîne de Flinders, Australie-Méridionale
Broken Hill, Nouvelle-Galles du Sud.
- Canada

Mine d'Hudson Bay, Salmo, Colombie-Britannique.